# Caviomorpha
Caviomorpha са парвразред Гризачи основно от Южна Америка и по-рядко от Северна Америка. Тук е класифициран и най-едрият днес гризач – капибара. В миналото от този парвразред са живели и далеч по-едри видове, държали също рекорди сред гризачите.
Произходът на представителите от Caviomorpha е загадка. Техните предци обитават основно днес Африка и един вид в днешен Лаос. Съществуват различни теории за това как са попаднали в Южна Америка. Подобна е и съдбата на Широконосите маймуни, които по сходен начин са мигрирали. Една от теориите е, че общите предци са се развили в Азия и през Берингия мигрират към Северна, а по-късно към Южна Америка. Откритите фосили обаче не съвпадат с геологическите процеси между двата континента от Новия свят и би било трудно да се обясни как попадат на юг от Панамския провлак преди неговата поява.
Според други теории гризачите са преминали по мост през Антарктида образуван при разделянето на Гондвана или по възникнала тясна връзка образувана от архипелази между най-краткото разстояние от Африка до Южна Америка.

## Класификация
- Парвразред Caviomorpha – New World hystricognaths
  - Семейство †Luribayomys – incertae sedis
  - Надсемейство Erethizontoidea
    - Семейство Erethizontidae

  - Надсемейство Cavioidea
    - Семейство †Guiomys
    - Семейство †Scotamys
    - Семейство Dasyproctidae
    - Семейство Cuniculidae
    - Семейство †Eocardiidae
    - Семейство Dinomyidae
    - Семейство Caviidae

  - Надсемейство Octodontoidea
    - Семейство †Caviocricetus – incertae sedis
    - Семейство †Dicolpomys – incertae sedis
    - Семейство †Morenella – incertae sedis
    - Семейство †Plateomys – incertae sedis
    - Семейство †Tainotherium
    - Семейство Octodontidae
    - Семейство Ctenomyidae
    - Семейство Echimyidae
    - Семейство Myocastoridae
    - Семейство Capromyidae
    - Семейство †Heptaxodontidae

  - Надсемейство Chinchilloidea
    - Семейство Chinchillidae
    - Семейство †Neoepiblemidae
    - Семейство Abrocomidae